# Pieve di Bono-Prezzo
Pieve di Bono-Prezzo ist eine italienische Gemeinde (comune) mit 1450 Einwohnern (Stand 31. Dezember 2023) in der Provinz Trient (Region Trentino-Südtirol). Sie ist Teil der Talgemeinschaft Comunità delle Giudicarie.

## Geographie
Pieve di Bono-Prezzo ist eine Streugemeinde in den Inneren Judikarien am Oberlauf des Chiese. Der Gemeindesitz in Creto liegt etwa 40 Kilometer westsüdwestlich von Trient.
Die Nachbargemeinden sind Borgo Chiese, Castel Condino, Ledro, Sella Giudicarie und Valdaone.

## Geschichte
Die Gemeinde Pieve di Bono-Prezzo entstand 2016 aus dem Zusammenschluss der bis dahin eigenständigen Gemeinden Pieve di Bono, und Prezzo.

## Verwaltungsgliederung
Neben dem Gemeindesitz Creto gehören zur Gemeinde noch die Fraktionen bzw. Weiler: Agrone, Cologna, Por, Prezzo und Strada.

## Verkehr
Durch das Gemeindegebiet führt die Strada Statale 237 del Caffaro, die Brescia mit dem Valle dei Laghi bei Sarche in der Gemeinde Madruzzo verbindet.